# Вайдаг занзібарський
Вайда́г занзібарський (Euplectes nigroventris) — вид горобцеподібних птахів ткачикових (Ploceidae). Мешкає в Східній Африці.

## Поширення і екологія
Занзібарські вайдаги мешкають на південному заході Кенії, заході Танзанії (зокрема на островах Занзібарського архіпелагу) і півночі Мозамбіку. Вони живуть на сухих, прибережних луках і на полях. Зустрічаються на висоті до 1000 м над рівнем моря. Живляться насінням трав (зокрема, Echinochloa haploclada і Panicum maximum). Занзібарським вайдагам притаманна полігінія, коли на одного самця припадає до 5 самиць.